# 朱利安·卡约-埃文斯
威廉·爱德华·朱利安·卡约-埃文斯（英語：William Edward Julian Cayo-Evans，1937年4月22日—1995年3月28日）是威尔士政治活动家和前自由威尔士军领袖。

## 生平
卡约-埃文斯出生于兰彼得附近的西利安格兰德纳斯，而他后来也逝世于此。他在小时候就读于位于萨默塞特郡斯特里特的私营男女合校学校米尔菲尔德学校。他的父亲叫做约翰·卡约·埃文斯，是圣达味学院的一名数学教授，曾在1941年至1942年担任卡迪根郡最高治安官他在1955年应征入伍，加入南威尔士边界军服役，后来又前往马来亚，在马来亚紧急状态中与共产党游击队交战。回国后，他来到赛伦塞斯特的皇家农业学院进修课程，并在毕业后回到兰彼得，饲养种马场里的金黄色马和阿帕卢萨马。
卡约-埃文斯在1965年与吉利安娜·玛丽·戴维斯结婚，两人共育有三个儿女，并于1975年离婚。

## 政治活动
卡约-埃文斯在60年代期间（特别是在建造特勒韦林河水库时）变得越来越激进，后来甚至成为了自由威尔士军的领袖。1969年，他和自由威尔士军的另外两名成员（丹尼斯·卡斯利特和格辛·阿普·格鲁菲兹）一起，在一场53天的审判中被定为一系列爆炸事件和其他扰乱公共秩序的事件的策划者，随后，他被判处15个月的监禁（也有一些资料认为是13个月）。

## 在流行文化中
2000年，Tomos Watkin啤酒厂把加的夫的阿波罗酒店重命名为“卡约之臂”。
2008年3月，混乱唱片公司发行了一张内容为卡约-埃文斯一边演奏手风琴一边介绍自己的乐曲的唱片。唱片名为《自由威尔士军进行曲》。